# Битка код Сфактерије
Битка код Сфактерије одиграла се 425. п. н. е. између Атине и Спарте. То је била једна од битака Пелопонеског рата. С том битком је повезана Битка код Пилоса. Битка код Сфактерије је фактички други део те битке код Пилоса. Завршила се атинском победом.

## Увод
Атињани су се утврдили у Пилосу и успешно су одбили све спартанске покушаје да освоје утврђење. Педесет атинских бродова је победило 60 спартанских бродова у бици код Пилоса. На острво Сфактерија пре поморске битке било је искрцано 440 спартанских хоплита под вођством Епитада. После поморске битке остали су одсечени и блокирани. То је представљало велики шок за Спартанце па шаљу представнике на преговоре о примирју на Пилосу. Циљ је био да сачувају трупе на Сфактерији.

## Споразум о примирју
Договорено је примирје са следећим тачкама:
- Сви спартански бродови треба да се предају Атињанима током примирја
- Атињани ће дозволити Спартанцима да под надзором шаљу снабдевање трупама на Сфактерији. Не дозвољава се посета Сфактерији.
- Ниједна страна неће напасти другу. Спарта неће покушавати освојити утврђење у Пилосу, а Атињани неће нападати Спартанце на Сфактерији
- Атињани ће превести спартанске амбасадоре у Атину на преговоре о миру. Кад заврше преговори вратити ће их у Пилос. Кад се врате Спартанцима ће се вратити бродови.[2]

Обе стране су се сложиле да кршење било којега од услова примирја значи моментално поништење договора о примирју. Спарта је предала бродове и спартански амбасадори су отпутовали у Атину.

## Клеон одбија мировни договор
Спартански амбасадори су хтели да се склопи мир измежу Атине и Спарте, само да Атина омогући повратак Спартанаца са Сфактерије. Прије је Атина тражила мир, а Спарта је одбијала. Сад Клеон одбија да у име Атине прихвати мир.
Сматра да је Атина у предности. Захтева да се Спартанци на Сфактерији предају и доведу у Атину. Следећи захтев је да Спарта врати све територије по претходном мировном споразуму. То су по њему предуслови за преговоре о миру. Спартанци траже да се формира арбитрарни комитет, али Клеон одбија. Спартански амбасадори се враћају необављена посла у Пилос.<ref name="greek/">
Кад су се вратили Атињани тврде да су Спартанци прекршили договор о примирју нападајући утврђење, те да зато не враћају спартанске бродове. Спартанци су протестовали и спремали се за напад.

## Клеона оптужују
Атинска блокада Сфактерије је трајала јако дуго. Атињани су имали мало хране, воде и смештаја. С друге стране Спартанци су имали довољно хране за себе и за хоплите на Сфактерији. Спартанци су хелотима обећавали новац и слободу, ако буду допремили храну на Сфактерију. Тако је атинска блокада Сфактерије била пробијана.
У Атини су се почели жалити што нису прихватили мировни споразум са Спартом. Осећало се да ће зима значити крај блокаде и да ће тада Спартанци успети побећи. Клеон је постајао непопуларан јер је он блокирао мировни споразум. Он је с друге стране тврдио да курири лажу о правом стању ствари. Због тога су га присилили да сам извиди ситуацију. Уверивши се да је врло лоше, тврди да је то због недостатка доброг вођства, па зато Клеон предлаже нову експедицију са компетентним генералима. Осим тога Клеон је говорио да би он давно заузео Сфактарију за 20 дана. Због тих речи постављају га на чело експедиције.

## Клеон успева заузети Сфактарију
Демостен је с друге стране планирао да се искрца на Сфактерији. Један Спартанац је непажњом запалио већину шуме на Сфактерији, па се терен много боље видио. Кад је дошао Клеон, послали су поруку тражећи од Спартанаца на Сфактерији да се предају. Следеће ноћи Атињани искрцавају 800 људи на обе стране острва пре зоре. одмах су напали један од три Спатранска логора и искориствши изненађење прегазили их.
До зоре сви Атињани су се искрцали и протерали су Спартанце до малог утврђења на острву. Спартанци су се борили, али одбрана је разбијена помоћу стрелаца, који су их покрили са бокова. Клеон и Демостен су позвали Атињане натраг, да би дали Спартанцима времена да се живи предају. После међусобних расправа Спартанци се предају. Од 440 Спартанских хоплита 148 је убијено. После битке обе стране се повлаче, а Клеон се враћа у Атину испунивши обећање да ће освојити острво за 20 дана.